# Ventspils
La ciutat de Ventspils (rus Вентспилс; alemany: Windau, polonès: Windawa, livonià: Vǟnta) és una de les nou ciutats republicanes de Letònia, d'acord amb la Reforma Territorial Administrativa de Letònia de l'1 de juliol de 2009. Està situada al nord-oest de Letònia, a la vora del Mar Bàltic i a 185 km de Riga. El seu nom ve del riu Venta, que la travessa, i vol dir "«el castell sobre el Venta»".